# Smerinthulus doipuiensis
Smerinthulus doipuiensis är en fjärilsart som beskrevs av Inoue 1991. Smerinthulus doipuiensis ingår i släktet Smerinthulus och familjen svärmare. Inga underarter finns listade i Catalogue of Life.